# As December Falls
As December Falls est un groupe britannique de rock, originaire de Nottingham, Nottinghamshire, en Angleterre,,,,.

## Histoire
Le groupe sort deux EP, l'un intitulé A Home Inside Your Head en 2014, et l'autre When You Figure Out You're Wrong, Get Back to Me en 2015. Il sort son premier album studio, l'éponyme As December Falls, en 2019.
Ils remportent le prix du meilleur artiste britannique de la première heure aux Heavy Music Awards en 2023. 

## Discographie

### Albums studio
- 2019 : As December Falls
- 2021 : Happier
- 2023 : Join the Club

### EP
- 2014 : A Home Inside Your Head
- 2015 : When You Figure Out You're Wrong, Get Back to Me